# Mohamed El-Gabbas
Mohamed El-Gabbas – meglio noto come Dodo – (in arabo محمد الجباس‎?; Porto Said, 1º gennaio 1988) è un calciatore egiziano, attaccante del Pyramids.

## Caratteristiche tecniche
Attaccante che agisce prevalentemente da seconda punta, predilige inserirsi tra gli spazi per poi tentare la conclusione a rete. In caso di necessità può adattarsi ad esterno alto.

## Carriera

### Club
Muove i suoi primi passi nelle giovanili dell'Al-Masry. All'età di 17 anni viene prelevato dall'Academy del Newcastle, tuttavia - complici le difficoltà legate all'ottenimento del permesso di lavoro - non riesce a siglare un contratto professionistico con i Magpies, facendo ritorno in Egitto.
Nel 2009 viene tesserato dal Lierse, con cui a fine stagione ottiene la promozione nella massima divisione belga.
Il 31 agosto 2013 firma un contratto di sei mesi - con opzione di rinnovo per altri 18 mesi - con lo Swindon Town, in League One. Utilizzato prevalentemente a partita in corso, il 24 gennaio 2014 passa a parametro zero all'Arles-Avignon, in Francia. Il 10 settembre 2014 torna in Egitto, legandosi per una stagione al Wadi Degla. Il 13 luglio 2016 fa ritorno al Lierse - società satellite del Wadi Degla - firmando un biennale.
Il 31 luglio 2019 viene tesserato dal Pyramids.

### Nazionale
Esordisce con la selezione dei Faraoni il 5 settembre 2009 in Ruanda-Egitto (0-1) - partita valida per le qualificazioni ai Mondiali 2010 - subentrando alla mezz'ora di gioco al posto di Al-Sayed Hamdy. Il 14 giugno 2015 parte da titolare contro la Tanzania con indosso la fascia di capitano al braccio, diventando il primo calciatore nella storia del Wadi Degla a giocare un incontro in nazionale nelle vesti di capitano.

## Statistiche

### Presenze e reti nei club
Statistiche aggiornate al 19 dicembre 2023.
| Stagione          | Squadra           | Campionato        | Campionato | Campionato | Coppe nazionali | Coppe nazionali | Coppe nazionali | Coppe continentali | Coppe continentali | Coppe continentali | Altre coppe | Altre coppe | Altre coppe | Totale | Totale |
| Stagione          | Squadra           | Comp              | Pres       | Reti       | Comp            | Pres            | Reti            | Comp               | Pres               | Reti               | Comp        | Pres        | Reti        | Pres   | Reti   |
| ----------------- | ----------------- | ----------------- | ---------- | ---------- | --------------- | --------------- | --------------- | ------------------ | ------------------ | ------------------ | ----------- | ----------- | ----------- | ------ | ------ |
| 2005-2006         | Al-Masry          | PL                | 1          | 0          | CE              | 0               | 0               | -                  | -                  | -                  | -           | -           | -           | 1      | 0      |
| 2006-2007         | Al-Masry          | PL                | 3          | 1          | CE              | 2               | 1               | -                  | -                  | -                  | -           | -           | -           | 5      | 2      |
| 2007-2008         | Al-Masry          | PL                | 20         | 1          | CE              | 2               | 0               | -                  | -                  | -                  | -           | -           | -           | 22     | 1      |
| 2008-2009         | Al-Masry          | PL                | 24         | 9          | CE              | 2               | 0               | -                  | -                  | -                  | -           | -           | -           | 26     | 9      |
| Totale Al-Masry   | Totale Al-Masry   | Totale Al-Masry   | 48         | 11         |                 | 6               | 1               |                    | -                  | -                  |             | -           | -           | 54     | 12     |
| 2009-2010         | Lierse            | D2                | 7          | 1          | CB              | 1               | 0               | -                  | -                  | -                  | -           | -           | -           | 8      | 1      |
| 2010-2011         | Lierse            | D1                | 22+5       | 0+4        | CB              | 3               | 2               | -                  | -                  | -                  | -           | -           | -           | 30     | 6      |
| 2011-2012         | Lierse            | D1                | 27+3       | 5+1        | CB              | 4               | 1               | -                  | -                  | -                  | -           | -           | -           | 34     | 7      |
| 2012-2013         | Lierse            | D1                | 24+2       | 3+2        | CB              | 0               | 0               | -                  | -                  | -                  | -           | -           | -           | 26     | 5      |
| 2013-gen. 2014    | Swindon Town      | FL1               | 6          | 0          | FACup+CdL       | 0+1             | 0               | -                  | -                  | -                  | FLT         | 3           | 0           | 10     | 0      |
| gen.-giu. 2014    | Arles-Avignon     | L2                | 12         | 1          | CF+CdL          | -               | -               | -                  | -                  | -                  | -           | -           | -           | 12     | 1      |
| 2014-2015         | Wadi Degla        | PL                | 34         | 12         | CE              | 1               | 0               | -                  | -                  | -                  | -           | -           | -           | 35     | 12     |
| 2015-2016         | Wadi Degla        | PL                | 28         | 5          | CE              | 1               | 0               | -                  | -                  | -                  | -           | -           | -           | 29     | 5      |
| 2016-2017         | Lierse            | D2                | 25+9       | 2+1        | CB              | 2               | 2               | -                  | -                  | -                  | -           | -           | -           | 36     | 5      |
| 2017-2018         | Lierse            | D2                | 26+6       | 4          | CB              | 1               | 0               | -                  | -                  | -                  | -           | -           | -           | 33     | 4      |
| Totale Lierse     | Totale Lierse     | Totale Lierse     | 156        | 23         |                 | 11              | 5               |                    | -                  | -                  |             | -           | -           | 167    | 28     |
| 2018-2019         | Wadi Degla        | PL                | 18         | 1          | CE              | 1               | 0               | -                  | -                  | -                  | -           | -           | -           | 19     | 1      |
| Totale Wadi Degla | Totale Wadi Degla | Totale Wadi Degla | 80         | 18         |                 | 3               | 0               |                    | -                  | -                  |             | -           | -           | 83     | 18     |
| 2019-2020         | Pyramids          | PL                | 23         | 3          | CE              | 3               | 2               | CC                 | 8                  | 1                  | -           | -           | -           | 34     | 6      |
| 2020-2021         | Pyramids          | PL                | 23         | 4          | CE              | 1               | 0               | CC                 | 7                  | 1                  | -           | -           | -           | 31     | 5      |
| 2021-2022         | Pyramids          | PL                | 9          | 1          | CE              | 2               | 0               | CC                 | 1                  | 0                  | -           | -           | -           | 12     | 1      |
| 2022-2023         | Pyramids          | PL                | 9          | 1          | CE              | 0               | 0               | CC                 | 3                  | 0                  | SE          | 1           | 0           | 13     | 1      |
| 2023-2024         | Pyramids          | PL                | 2          | 0          | CE              | 0               | 0               | CCL                | 2                  | 0                  | SE          | 0           | 0           | 4      | 0      |
| Totale Pyramids   | Totale Pyramids   | Totale Pyramids   | 66         | 9          |                 | 6               | 2               |                    | 21                 | 2                  |             | 1           | 0           | 94     | 13     |
| Totale carriera   | Totale carriera   | Totale carriera   | 368        | 62         |                 | 27              | 8               |                    | 21                 | 2                  |             | 4           | 0           | 420    | 72     |

### Cronologia presenze e reti in nazionale
| Cronologia completa delle presenze e delle reti in nazionale ― Egitto | Cronologia completa delle presenze e delle reti in nazionale ― Egitto | Cronologia completa delle presenze e delle reti in nazionale ― Egitto | Cronologia completa delle presenze e delle reti in nazionale ― Egitto | Cronologia completa delle presenze e delle reti in nazionale ― Egitto | Cronologia completa delle presenze e delle reti in nazionale ― Egitto | Cronologia completa delle presenze e delle reti in nazionale ― Egitto | Cronologia completa delle presenze e delle reti in nazionale ― Egitto |
| Data                                                                  | Città                                                                 | In casa                                                               | Risultato                                                             | Ospiti                                                                | Competizione                                                          | Reti                                                                  | Note                                                                  |
| --------------------------------------------------------------------- | --------------------------------------------------------------------- | --------------------------------------------------------------------- | --------------------------------------------------------------------- | --------------------------------------------------------------------- | --------------------------------------------------------------------- | --------------------------------------------------------------------- | --------------------------------------------------------------------- |
| 5-9-2009                                                              | Kigali                                                                | Ruanda                                                                | 0 – 1                                                                 | Egitto                                                                | Qual. Mondiali 2010                                                   | -                                                                     | 33’                                                                   |
| 2-10-2009                                                             | Il Cairo                                                              | Egitto                                                                | 4 – 0                                                                 | Mauritius                                                             | Amichevole                                                            | -                                                                     | 16’                                                                   |
| 14-11-2011                                                            | Doha                                                                  | Brasile                                                               | 2 – 0                                                                 | Egitto                                                                | Amichevole                                                            | -                                                                     | 64’                                                                   |
| 29-2-2012                                                             | Doha                                                                  | Egitto                                                                | 1 – 0                                                                 | Niger                                                                 | Amichevole                                                            | -                                                                     | 61’                                                                   |
| 20-5-2012                                                             | Omdurman                                                              | Egitto                                                                | 2 – 1                                                                 | Camerun                                                               | Amichevole                                                            | -                                                                     | 62’                                                                   |
| 30-6-2012                                                             | Bangui                                                                | Rep. Centrafricana                                                    | 1 – 1                                                                 | Egitto                                                                | Qual. Coppa d'Africa 2013                                             | -                                                                     | 72’                                                                   |
| 8-6-2015                                                              | Alessandria d'Egitto                                                  | Egitto                                                                | 2 – 1                                                                 | Malawi                                                                | Amichevole                                                            | 1                                                                     | 65’                                                                   |
| 14-6-2015                                                             | Alessandria d'Egitto                                                  | Egitto                                                                | 3 – 0                                                                 | Tanzania                                                              | Qual. Coppa d'Africa 2017                                             | -                                                                     | Cap.                                                                  |
| Totale                                                                |                                                                       | Presenze                                                              | 8                                                                     |                                                                       | Reti                                                                  | 1                                                                     |                                                                       |

## Palmarès

### Club

#### Competizioni nazionali
- Tweede klasse: 1

Lierse: 2009-2010
- Coppa d'Egitto: 1

Pyramids: 2023-2024

#### Competizioni internazionali
- CAF Champions League: 1

Pyramids: 2024-2025